# Space Cadet (Zeichentrickfilm)
Space Cadet (deutscher Titel: Robot, Celeste & das All) ist ein kanadischer Zeichentrickfilm von Regisseur Eric San aus dem Jahr 2025. Er wird auf der Berlinale 2025 seine Weltpremiere feiern.

## Inhalt
Robot wurde geschaffen, um aus dem Mädchen Celeste eine brillante Wissenschaftlerin zu machen. Dann aber fliegt sie als Weltraumkadettin auf ihre erste Mission und Robot bleibt alleine und unglücklich zurück. Währenddessen hat Celeste Probleme bei ihrer Mission und wird von Kindheitserinnerungen mit Robot übermannt.

## Produktion
Space Cadet wurde von „Les Film Outsiders“ unter Regie von Eric San aka Kid Koala produziert. Schließlich beruht der Film auf seinem gleichnamigen Album von 2013. Seit 2023 übernimmt „Sphere Film“ den Vertrieb.
Der Zeichentrickfilm feierte am 16. Februar auf der Berlinale 2025 seine Premiere in der Sektion Generation Kplus.